# 예멘 내전 (1994년)
1994년의 예멘 내전은 옛 남예멘 지역의 인사들이 예멘의 통일 이후 권력배분에 대한 불만을 갖고 예멘 민주공화국이라는 이름으로 남예멘의 재독립을 선포하여 발생한 내전이다. 북예멘이 승리하여 예멘은 다시 통일되었는데 2014년부터 다시 내전이 발생했다.

## 같이 보기
- 예멘의 통일
- 남예멘 반란